# Campanula elatinoides
Campanula elatinoides är en klockväxtart som beskrevs av Giuseppi L. Moretti. Campanula elatinoides ingår i släktet blåklockor, och familjen klockväxter. Inga underarter finns listade i Catalogue of Life.

## Bildgalleri

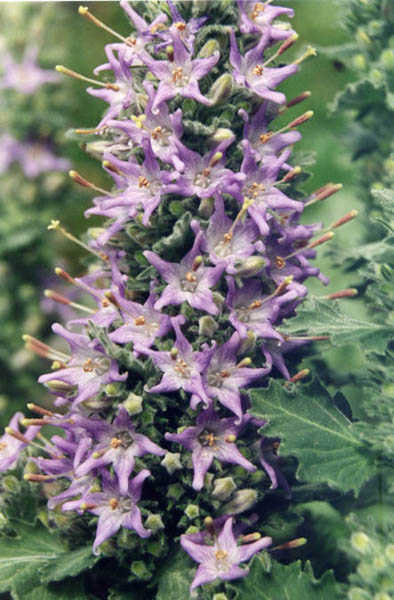